# Solenastrea
Solenastrea es un género de corales que pertenece a la familia Scleractinia incertae sedis, dentro del grupo de los corales duros, orden Scleractinia. 
Son corales hermatípicos, constructores de arrecifes en aguas tropicales y templadas, siendo sus especies endémicas del océano Atlántico occidental, desde Carolina del Norte hasta Venezuela y Colombia.

## Taxonomía
Dados los avances científicos, que posibilitan, tanto la exploración y recolección de especies, como los análisis filogenéticos moleculares, o las imágenes proporcionadas por el microscopio electrónico de barrido, asistimos a una permanente reclasificación de los clados taxonómicos. Debido a ello, el género Solenastrea ha estado enmarcado hasta hace muy poco tiempo en la familia Faviidae, siendo reclasificado por el Registro Mundial de Especies Marinas, sobre la base de recientes estudios, que lo asignan a la familia Scleractinia incertae sedis. No obstante, ni el Sistema Integrado de Información Taxonómica, ITIS, ni la Lista Roja de Especies Amenazadas de la UICN, han actualizado su taxonomía, manteniendo a Solenastrea, hasta el momento, en la familia Faviidae.

## Especies
El Registro Mundial de Especies Marinas reconoce las siguientes especies en el género, siendo valoradas por la Lista Roja de Especies Amenazadas de la UICN:
- Solenastrea bournoni Milne Edwards & Haime, 1849 - Estado: Preocupación menor
- Solenastrea hyades (Dana, 1846) - Estado: Preocupación menor

## Morfología

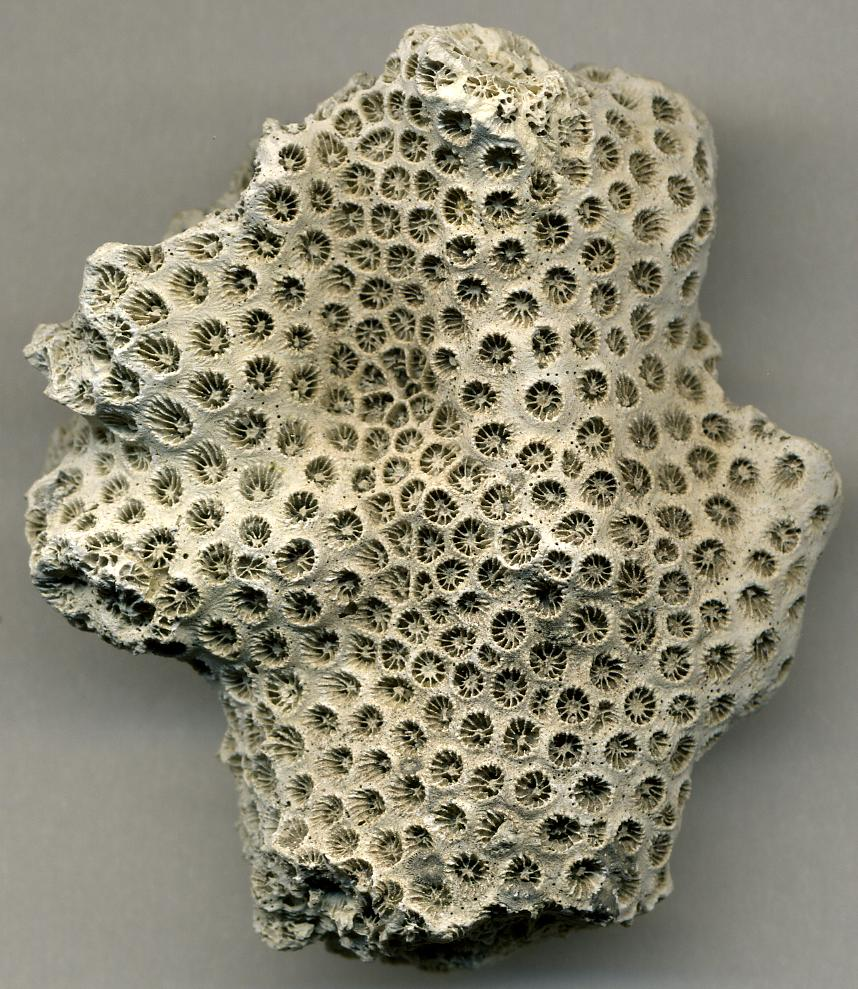
Fósil de S. hyades en Carolina del Norte

Las especies de Solenastrea forman colonias  masivas, S. bournoni en forma de lomas hemisféricas de superficie lisa, con ocasionales protuberancias, mientras que S. hyades en forma de columnas y nódulos irregulares, con expansiones irregulares.
Los coralitos se disponen de manera irregular y en forma plocoide sobre la superficie de la colonia, lo que significa que tienen sus propios muros. Los cálices son de diversos tamaños y formas dentro de la misma colonia, oscilando sus diámetros entre 1,3 y 4,3 mm. Los márgenes superiores de los septos sobresalen ligeramente de la superficie de la colonia. Las costae no se fusionan en el área peritecal. Tienen columnela, bien desarrollada en el caso de S. bournoni, y poco desarrollada en S. hyades.
Los pólipos extienden normalmente durante el día sus largos tentáculos, lo que da a las colonias un aspecto peludo. Como en todo el filo, los tentáculos presentan unas células urticantes denominadas nematocistos, empleadas en la caza de presas del plancton.
La gama de colores abarca del crema al amarillo. Los colores del disco oral y los tentáculos son verdes o marrón oscuro.
Las colonias no suelen superar los 30 o 40 cm de diámetro, aunque en Santa Marta, Colombia, ocurren colonias de S. bournoni de 2 m de altura y 6 m de circunferencia.

## Hábitat
Viven en un amplio rango de los distintos hábitats del arrecife, tanto en lagunas, como en canales, camas de algas, zonas rocosas, o sustratos arenosos entre arrecifes, especialmente en aguas turbias.
Su rango de profundidad está entre 1 y 40 m, aunque se reportan localizaciones hasta 91 m de profundidad, y en un rango de temperatura entre 22.04 y 27.97 °C.

## Distribución geográfica
Se distribuyen ampliamente, aunque no suelen abundar, en el oeste del océano Atlántico tropical, incluyendo Florida, golfo de México y Caribe.

## Alimentación
Contienen algas simbióticas; mutualistas (ambos organismos se benefician de la relación) llamadas zooxantelas. Las algas realizan la fotosíntesis produciendo oxígeno y azúcares, que son aprovechados por los pólipos, y se alimentan de los catabolitos del coral (especialmente fósforo y nitrógeno). Esto les proporciona entre el 70 y el 95% de sus necesidades alimenticias. El resto lo obtienen atrapando plancton y materia orgánica disuelta en el agua.

## Reproducción
Se reproducen asexualmente mediante gemación, y sexualmente, lanzando al exterior sus células sexuales. En este tipo de reproducción, la mayoría de los corales liberan óvulos y espermatozoides al agua, siendo por tanto la fecundación externa.  Los huevos una vez en el exterior, permanecen a la deriva arrastrados por las corrientes varios días, más tarde se forma una larva plánula que cae al fondo, se adhiere a él, y se metamorfosea a pólipo. Así comienza su vida sésil, secretando carbonato cálcico para conformar un esqueleto, o coralito. Posteriormente, los pólipos se reproducen por gemación extratentacular, dando origen a la colonia.